# Frank A. Applebee
Frank Albert Applebee (Walthamstow, 13 juli 1887 – 1952) was een Brits motorcoureur. Hij was de zoon van Frank W. Applebee.
Vader en zoon Applebee namen al deel aan de allereerste Isle of Man TT in 1907. Ze vormden samen met Oliver Godfrey het team van het merk Rex. Frank A. en Godfrey vielen echter beiden uit in de tweecilinderklasse. In 1908 viel Frank A. opnieuw uit, maar in 1909 werd hij met een Rex zesde in de TT. In 1910 viel hij weer uit, maar in 1911, toen de race werd verplaatst naar de Snaefell Mountain Course, eindigde Frank A. als 26e met een Scott in de Senior TT. Frank A. was nog steeds bevriend met Oliver Godfrey, die in 1911 won. In 1912 wist hij de Senior TT met een Scott te winnen met bijna 7 minuten voorsprong op J. R. Haswell met een Triumph. Dit resultaat zou Frank A. nooit meer evenaren, In 1913 viel hij weer uit en in 1914 werd hij slechts 25e.
Rond 1912 begonnen Frank A. Applebee en Oliver Godfrey een motorzaak die "Godfrey's" heette. Samen dienden ze tijdens de Eerste Wereldoorlog bij het "Royal Flying Corps", de voorloper van de Royal Air Force, maar Oliver Godfrey verongelukte in 1919. Frank A. opende nog een aantal motorzaken onder de naam Godfrey's, maar racete niet vaak meer. Zijn bedrijf had haar hoofdkantoor aan Great Portland Street in Londen. Hij wordt pas weer genoemd als deelnemer van de 500cc klasse op een ABC op Brooklands in 1920, waar zijn vader (inmiddels 58 jaar oud) op Levis uitviel.